# Museo civico Ala Ponzone
Il Museo civico Ala Ponzone è un museo di Cremona, ubicato in via Ugolani Dati.

## Storia
Ospitato dal 1928 nel palazzo Affaitati, il museo deve il suo nome al marchese Giuseppe Sigismondo Ala Ponzone, entomologo in pensione e collezionista, che lasciò in eredità alla sua città natale le sue collezioni d'arte, costituite tra il 1877 e il 1888.

## Collezioni

### Pinacoteca
Tra le opere esposte si segnalano, in particolare, un Caravaggio (San Francesco in meditazione) e un Arcimboldo (L'ortolano).

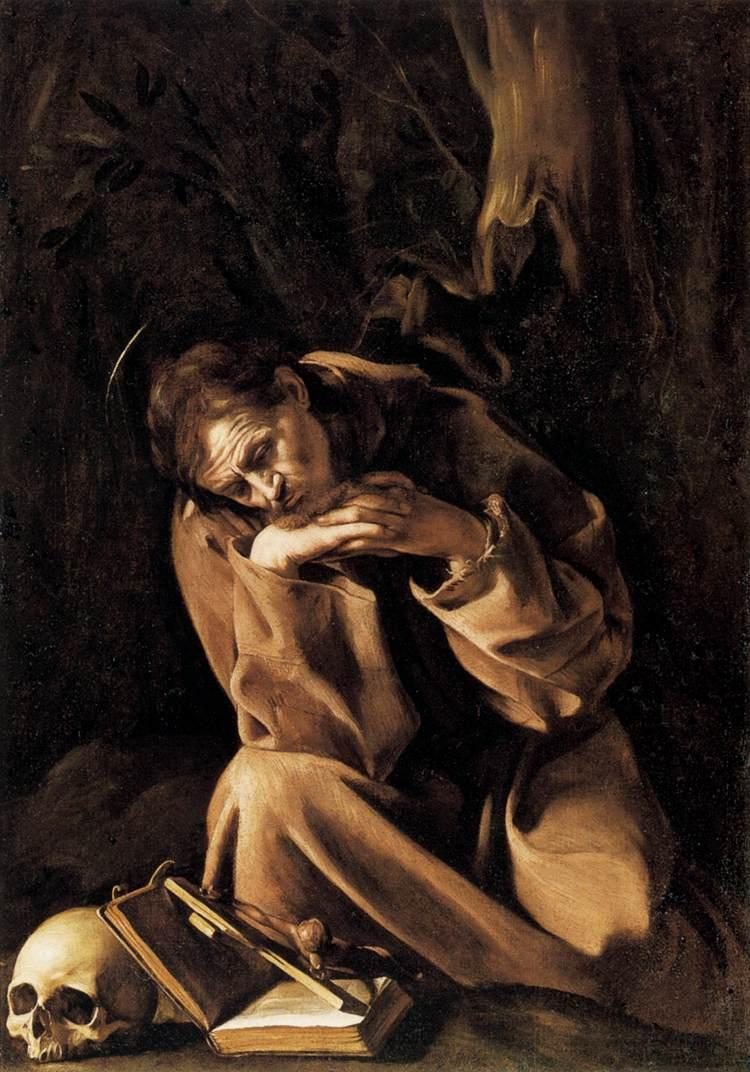
San Francesco in meditazione di Caravaggio
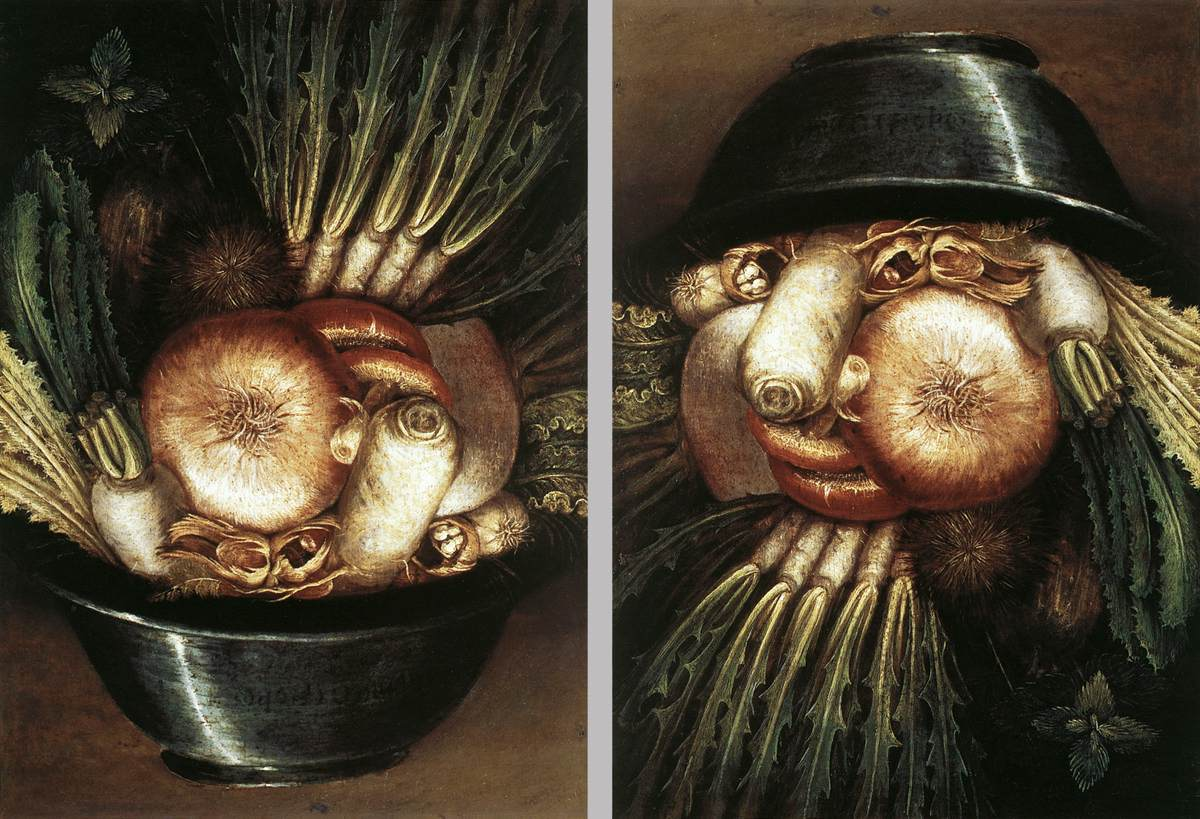
L'ortolano di Arcimboldo (dritto e rovescio)

Sale della Pinacoteca:
- Opere del Cinquecento di Bonifacio Bembo, Boccaccio Boccaccino, Altobello Melone, Bernardino Gatti, della famiglia Campi (Giulio, Antonio, Bernardino e Vincenzo) e di Anna Maria Anguissola.
- Opere di Giovanni Carnovali detto il Piccio
- Opere di Giacomo Guerrini[1]
- Grandi quadri della ex chiesa di San Domenico (XVIII secolo), abbattuta nel 1869-1870, situata dov'è attualmente piazza Roma a Cremona.
- La collezione di Mana e Gianfranco Carutti donata al Museo Civico nel 2003, al terzo piano.

Contiene anche elementi del Gabinetto dei Disegni e delle Stampe.

### Oggetti decorati
Sale della porcellana orientale.

### Mobili decorati
- Armadio del Duomo di  Cremona nella Sala del Platina: armadio della sacrestia del Duomo decorato con intarsi di legni diversi (1477), 2,66 × 7,74 m, opera dall'artista mantovano Giovanni Maria da Piadena, detto il Platina
- Raccolta dei pannelli del soffitto in legno dipinto (tardo gotico), opera del laboratorio di Bonifacio Bembo, dalla Casa Meli (29 della serie originale, restaurate nel 2002).
- Le tavolette da soffitto di casa Aratori a Caravaggio, in deposito presso il Museo dal 2005.

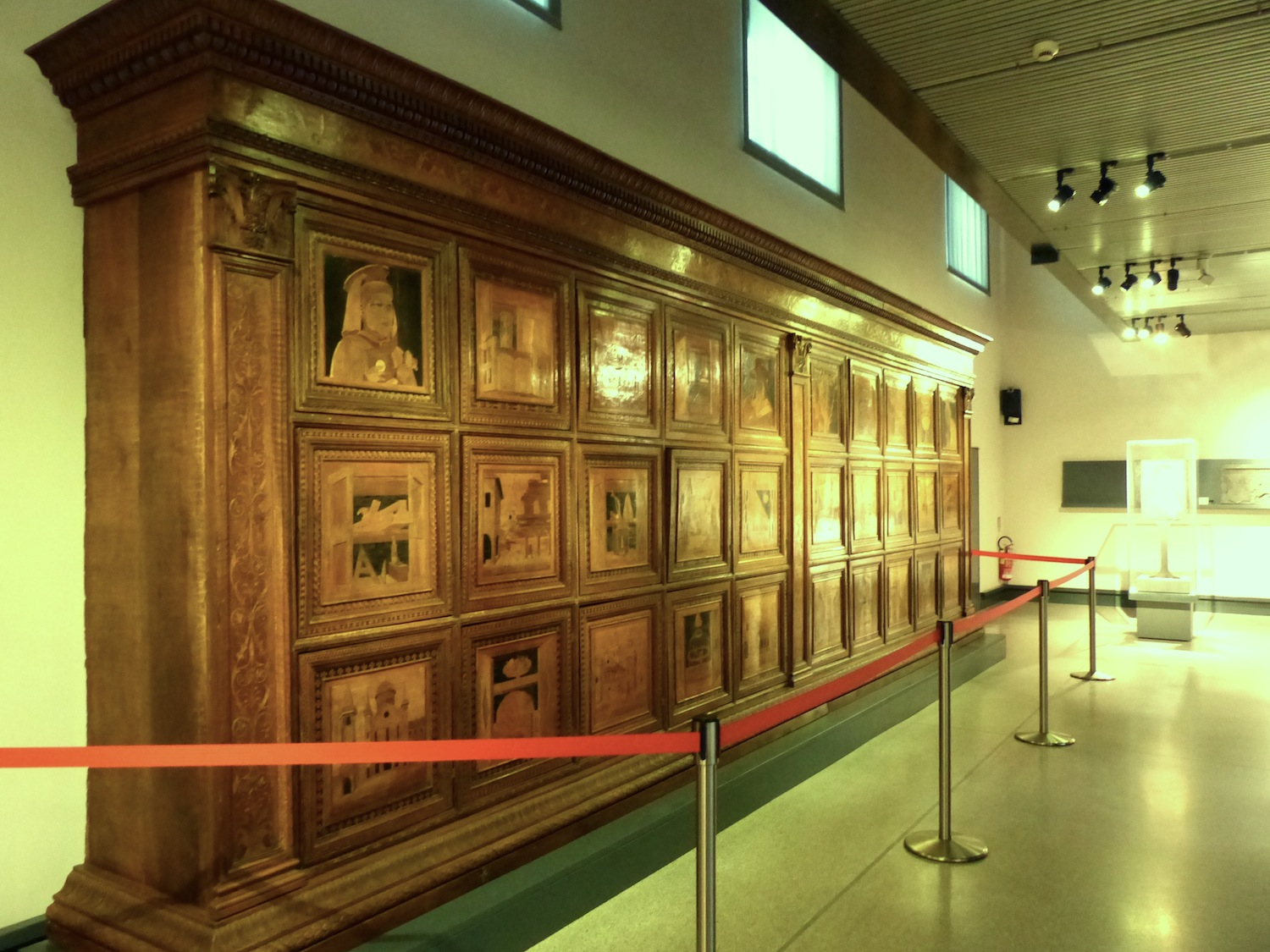
L'Armadio
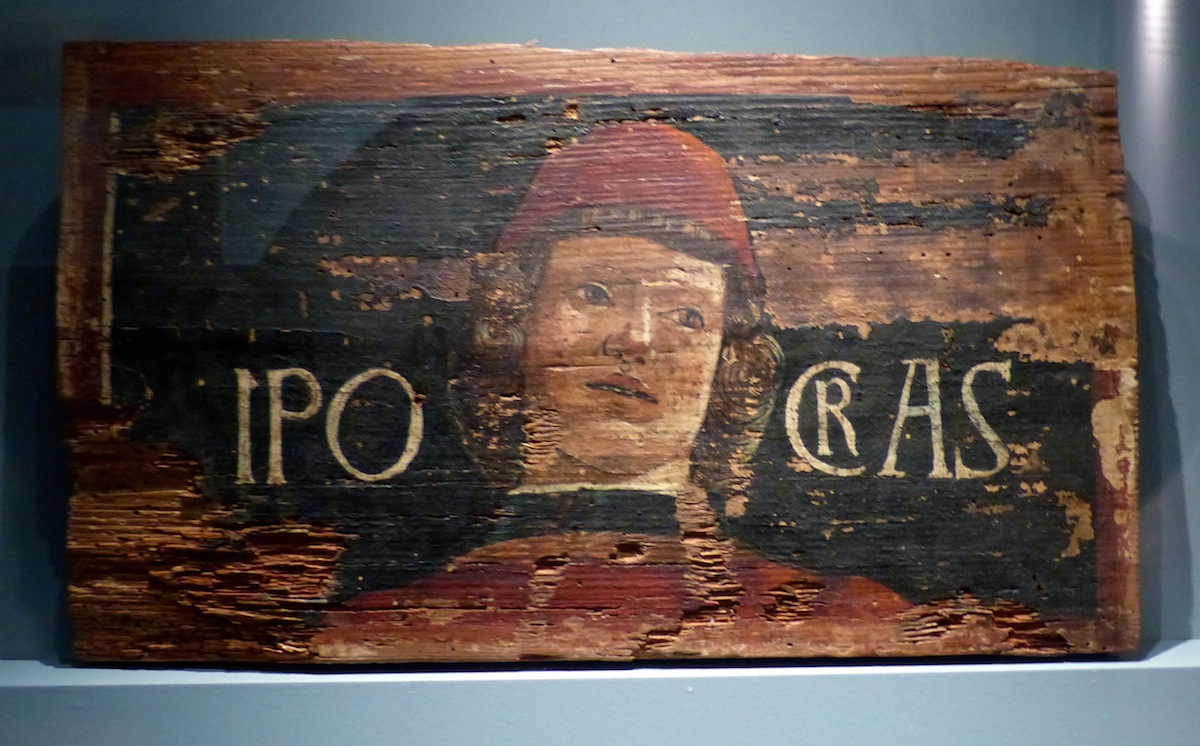
Pannelli dipinti del soffitto

### Strumenti musicali
- Le Stanze per la musica - Collezione di Carlo Alberto Carutti storica di oltre sessanta strumenti a pizzico: chitarre, liuti e mandolini (i violini, già presenti nelle collezioni, sono state trasferiti in un museo specifico).